# Susan Jane Tanner
Susan Jane Tanner, detta Sue (3 settembre ...), è un'attrice britannica, nota soprattutto come interprete di musical nel West End londinese.

## Biografia
Attiva sulle scene teatrali dagli anni settanta, Susan Jane Tanner ha recitato a lungo con la Royal Shakespeare Company a Stratford-upon-Avon e a Londra, recitando in numerosi classici shakespeariani tra cui Tutto è bene quel che finisce bene (1982), Il racconto d'inverno (1982), Romeo e Giulietta (1983) e Sogno di una notte di mezza estate (1983). Gli anni ottanta la videro anche affermarsi come apprezzata caratterista nei musical del West End londinese: nel 1981 interpretò il duplice ruolo di Jellylorum e Lady Griddlebone nella produzione originale del musical Cats, mentre cinque anni dopo fu Madame Thénardier nel debutto londinese di Les Misérables, sempre prodotto dalla Royal Shakespeare Company.
Negli anni novanta continuò la sua collaborazione con la Royal Shakespeare Company, ambiando il suo repertorio con ruoli come la signora Peachum ne L'opera del mendicante (1992) e Audrey in Come vi piace (1992). Negli stessi anni tornò a recitare nel West End nel musical Martin Guerre e recitò accanto a Judi Dench in Madre Coraggio e i suoi figli in scena al National Theatre nel 1996. Nel 1998 recitò nuovamente nel ruolo di Jellyorum nell'adattamento cinematografico di Cats, in cui duettò con il premio Oscar John Mills.

## Filmografia (parziale)

### Cinema
- Cats, regia di David Mallet (1998)
- Un'insolita missione (The Parole Officer), regia di John Duigan (2001)
- Les Misérables in Concert: The 25th Anniversary, di Nick Morris (2010)

### Televisione
- Ispettore Morse - serie TV, 1 episodio (1991)
- Holby City - serie TV, 1 episodio (2000)